# Стрілецький Петро Степанович
Петро́ Степа́нович Стріле́цький (7 квітня 1905 , Єлисаветград, Херсонська губернія  — 20 серпня 1975 , Харків ) — український радянський господарський діяч. Депутат Верховної Ради УРСР 1-го скликання. Герой Соціалістичної Праці (26.07.1966).

## Біографія
Народився 7 квітня 1905 року в багатодітній родині столяра залізничних майстерень у Єлисаветграді, тепер Кропивницький, Кіровоградська область, Україна. Закінчив початкову школу і чотири класи комерційного училища.
З 1919 року працював вантажником у кустарів, учнем столяра. З 1924 року — столяр, технік на машинобудівному заводі «Червона зірка» в місті Зінов'ївську. У 1924 році вступив до комсомолу.
Член ВКП(б) з 1929 року.
У 1930 році без відриву від виробництва закінчив Зінов'ївський індустріальний інститут сільськогосподарського машинобудування за спеціальністю інженер-механік.
У 1930–1933 роках — інженер на заводі «Змичка» в місті Чугуєві, в обозобудівельному тресті й Народному комісаріаті землеробства УСРР в Харкові.
У 1933–1937 роках — заступник начальника деревообробного цеху, завідувач бюро технічної підготовки виробництва, начальник столярного цеху харківського заводу «Серп і молот».
У листопаді 1937–1939 роках — директор харківського заводу «Серп і молот».
26 червня 1938 року був обраний депутатом до Верховної Ради УРСР 1-го скликання по Кагановичській виборчій окрузі № 243 міста Харкова. 
У 1939–1942 роках — заступник директор Харківського авіаційного заводу. Восени 1941 року організовував евакуацію заводу в міста Молотов та Куйбишев, РРФСР.  У квітні 1942 — вересні 1943 роках — заступник начальника 15-го Головного управління Народного комісаріату авіаційної промисловості СРСР.
У вересні 1943 — листопаді 1974 роках — директор харківського «Державного Союзного заводу № 157 Наркомату авіапромисловості СРСР» (Харківського заводу електроапаратури).
Помер 20 серпня 1975 року в Харкові.

## Нагороди
- Герой Соціалістичної Праці (26.07.1966)
- два ордени Леніна (17.06.1961, 26.07.1966)
- орден Жовтневої Революції (26.04.1971)
- два ордени Трудового Червоного Прапора (23.01.1948, 12.07.1957)
- орден Червоної Зірки (16.09.1945)
- медалі